# Diatraea strigipennella
Diatraea strigipennella là một loài bướm đêm trong họ Crambidae.